# Płock
Płock () è una città polacca, capoluogo del distretto di Płock, nel voivodato della Masovia, sulle rive del fiume Vistola.
Płock è situata sulle rive della Vistola, che separa la parte nord, che comprende la città vecchia ed è posta in posizione elevata, dalla sud, originariamente industriale (e che comprende il porto fluviale), e che inizia ora uno sviluppo residenziale ordinato, soprattutto con abitazioni unifamiliari.

## Storia

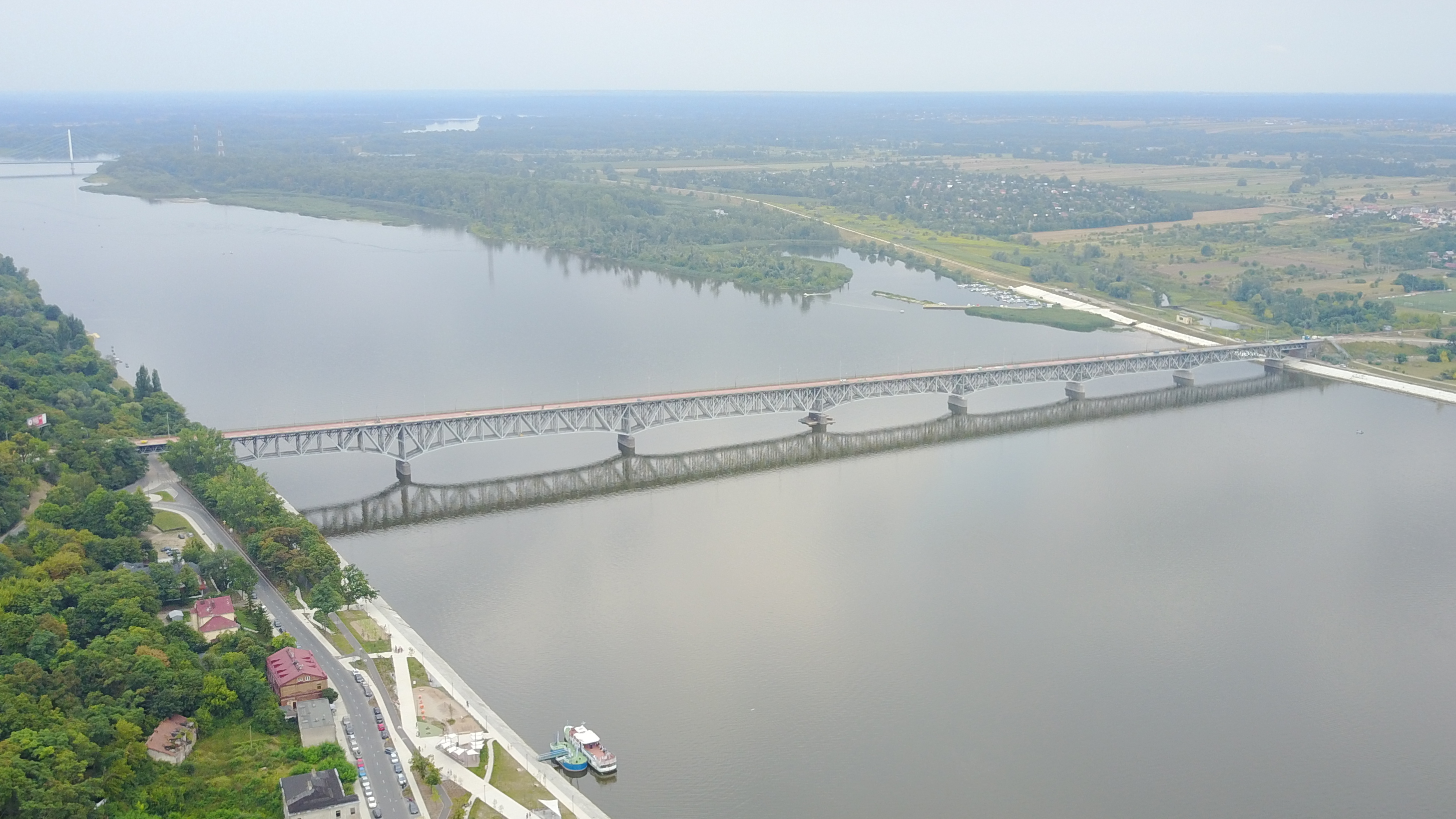
Płock : Ponte stradale e ferroviario sulla Vistola

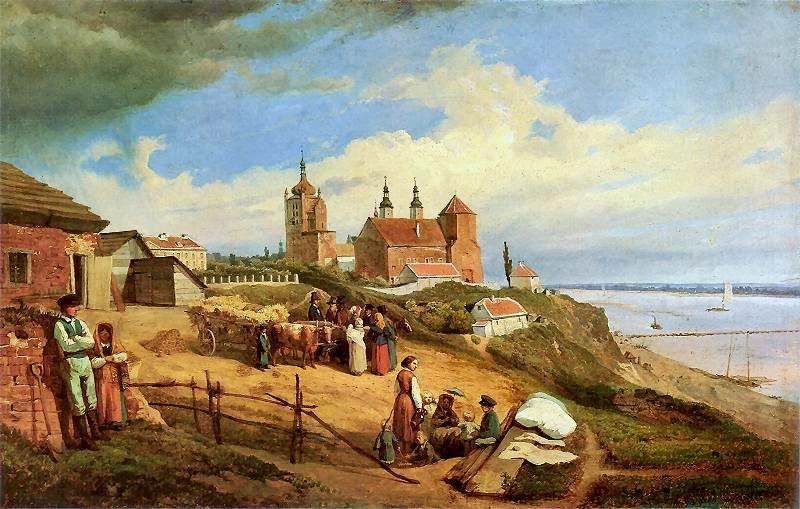
Panorama di Plock nel 1852 di Wojciech Gerson-Widok

Płock è una delle città più antiche della Masovia e della Polonia. I reperti archeologici mostrano che, ben prima della cristianizzazione della Polonia (966), Płock era già centro di culto per le tribù pagane slave. Nell'XI secolo Płock diviene sede di governatorato. Nel 1009, i benedettini vi si stabiliscono e, nel 1075, la città diviene sede vescovile. Nel 1037, Miecław, coppiere di corte del re Miecislao II Lambert, si proclama duca di Masovia e ne fa capitale Płock, prima di essere sconfitto, nel 1047 da Casimiro I il Restauratore. Dal 1079 al 1138, i duchi di Polonia (Ladislao I Herman e il suo successore Boleslao III) risiedono a Płock, e ne fanno il centro politico della Polonia. Essi sono seppelliti nella cattedrale. Nel 1138, la Polonia viene suddivisa in ducati e Płock diviene capitale del ducato di Masovia.
Nel 1237, alla città vengono concessi i privilegi urbani da Corrado I di Masovia, cosa che le consente un buono sviluppo. Nel XIII secolo, la città è saccheggiata a più riprese da tribù pagane provenienti da oriente. Nel 1325, la città è incendiata dal re Ladislao I il Breve per punire la Masovia dell'alleanza con l'Ordine teutonico. Dal 1351 al 1370, Płock è in possesso diretto del re Casimiro III il Grande, che restaura la città, la circonda di mura e fa costruire il castello.
Dopo la sua morte, i Piast di Masovia riprendono il controllo di Płock fino al 1495, anno in cui Płock entra definitivamente a far parte del Regno di Polonia. Nel XVI secolo, Płock è la seconda città in ordine di importanza dopo Cracovia. La città era nodo di percorsi commerciali verso Danzica. Ciò porta ad una grande prosperità, che però, verso la fine del XVI secolo, risente della concorrenza di Varsavia, città vicina divenuta capitale del regno. Nel XVII secolo, la guerra contro la Svezia porta alla distruzione della città. Nel 1661, restano solo 40 case risparmiate dagli invasori. Durante lo sforzo di ricostruzione, la città è ancora distrutta dagli Svedesi all'inizio del XVIII secolo.
Nel 1793, Płock viene annessa dalla Prussia. Nel 1807 diviene capoluogo di un dipartimento del Ducato di Varsavia creato da Napoleone. Alla dissoluzione del ducato, diviene capoluogo di Voivodato del regno del Congresso. Nel settembre 1939, Płock viene occupata dalla Germania, ed è liberata dall'Armata rossa il 21 gennaio 1945.
Płock è stata capitale del voivodato di Płock, ora non più esistente, dal XV secolo al 1795 e dal 1975 al 1998.

## Turismo

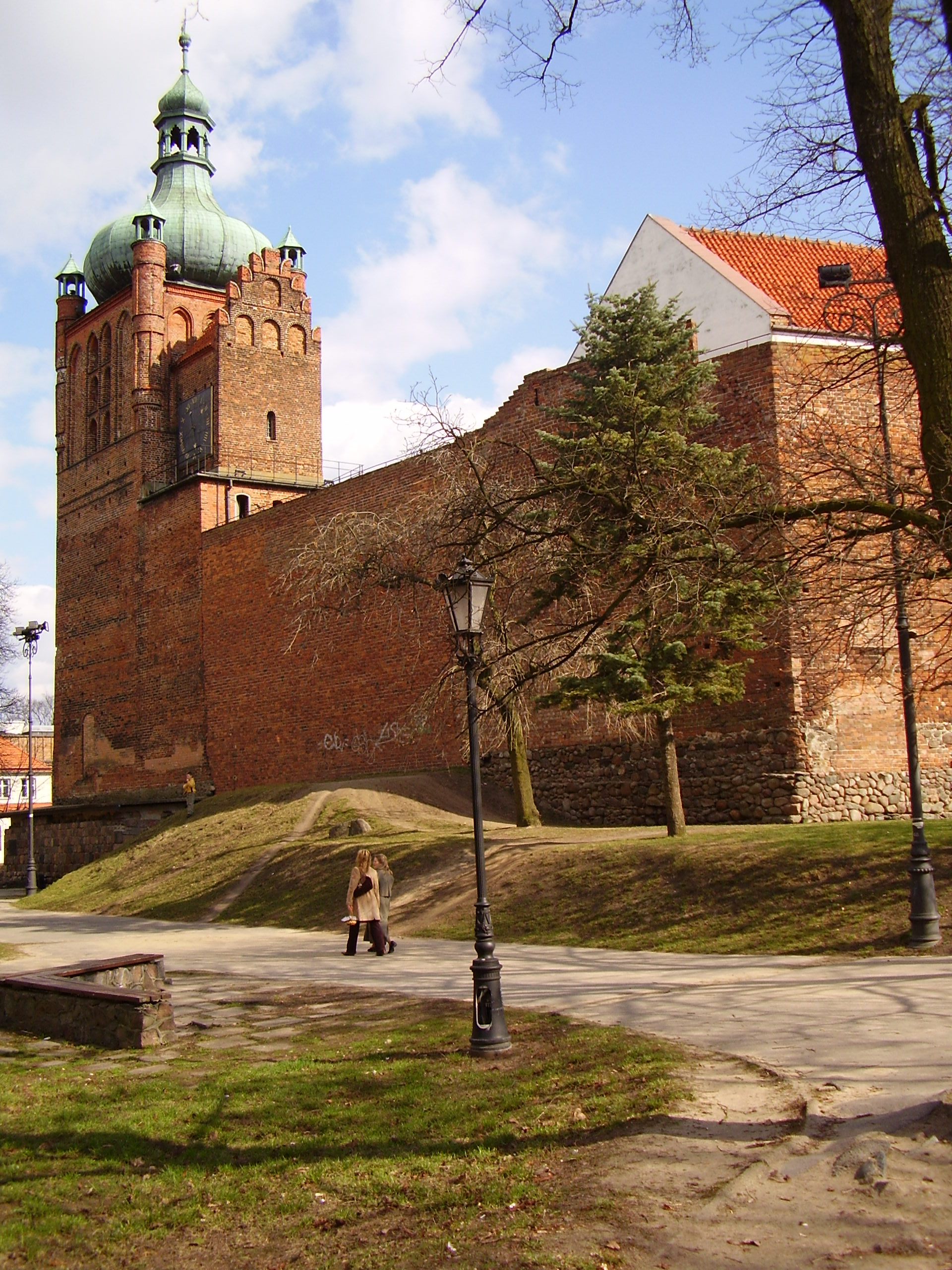
Castello di Casimiro (lato sud)

Importante è la cattedrale della Beata Vergine Maria, costruita tra il 1130 e il 1144 in stile romanico da Alessandro di Malonne, con aggiunte posteriori. Interessante anche il castello di Casimiro il Grande.
Il centro (Stare Miasto, o Città Vecchia) è in corso di trasformazione in zona pedonale, centrata sulla via Tumska (che prende il nome dalla collina che ospita il castello) e si estende fino allo Stary Rynek (Vecchio Mercato), che oggi è la piazza in cui ha sede il Municipio. Nella via Tumska ha sede il museo regionale della Masovia, con un'interessante collezione di mobili e oggettistica in stile Liberty.
Sulle rive della Vistola vi è uno zoo, visitabile tutto l'anno e che ospita numerosi animali di vari continenti. Ha un interessante terrario, con parecchi esemplari di rettili, ed un acquario di non grandi dimensioni ma abbastanza ricco di fauna acquatica tropicale.
Un nuovo teatro di disegno postmoderno è in costruzione sulle rive della Vistola, ma i lavori sono al momento (2006) fermi per motivi economici.
Dall'imbarcadero della sponda destra della Vistola partono brevi gite su battelli. Nei dintorni, oltre le rive della Vistola verso Łodz, vi è un territorio ricco di foreste e laghetti, scarsamente popolato e meta, nella bella stagione, di gite domenicali.

## Economia
Di gran lunga preponderante a Płock è l'industria petrolifera, in quanto qui è locata la raffineria di Polski Koncern Naftowy "PKN Orlen" S. A., una società formata dalla fusione di Petrochemia Płock SA e CPN; la raffineria è tra le maggiori in Europa, e tra le più moderne. Accanto alla raffineria sono sorte varie unità petrolchimiche di varie società internazionali. È inoltre sede di uno stabilimento tessile Levi Strauss & Co. e naturalmente di varie società dell'indotto dalla raffineria.
È inoltre un grosso centro per la produzione di macchine per l'agricoltura per CNH Industrial

## Società

### Religione

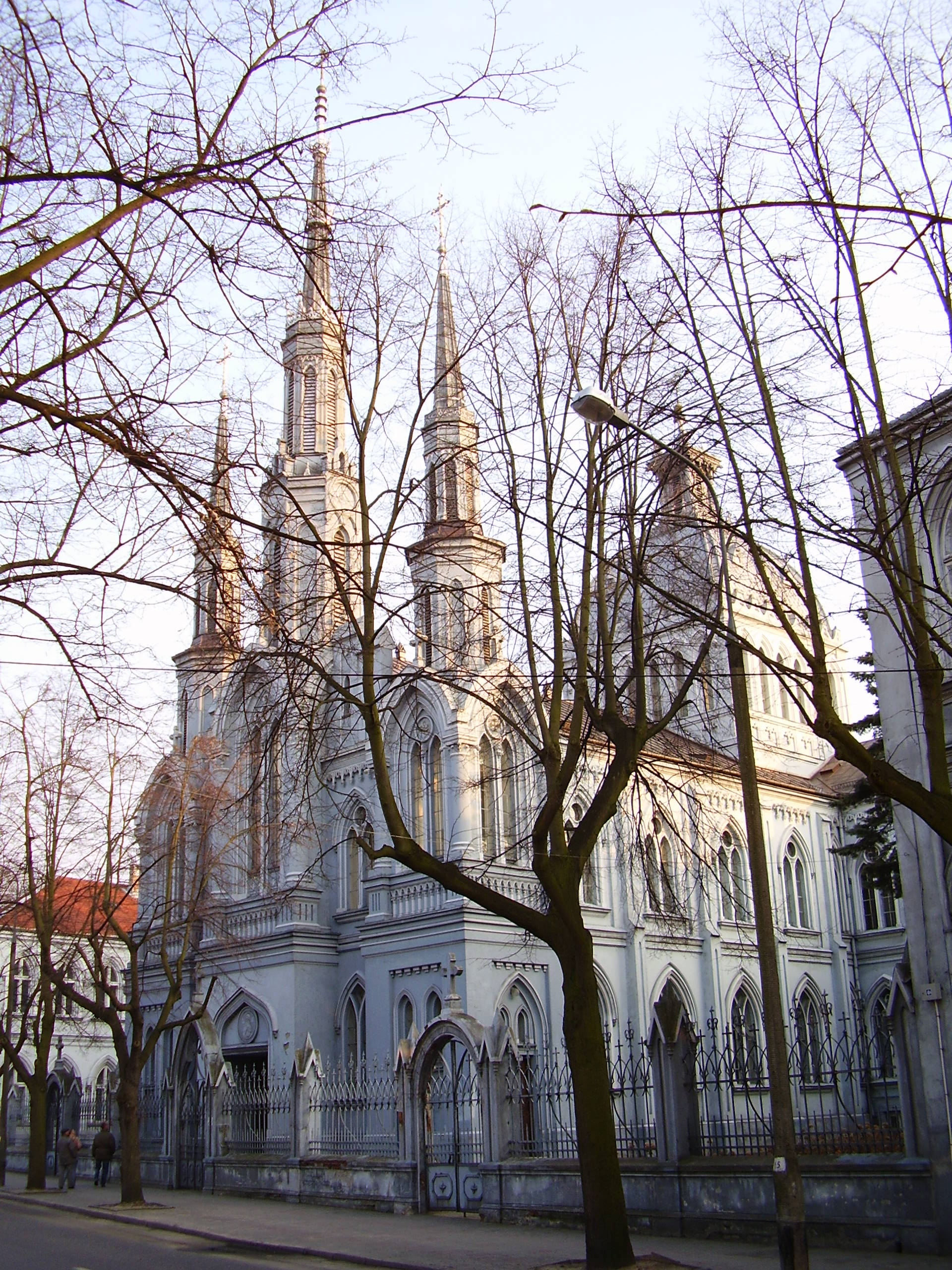
La chiesa mariavita di Płock

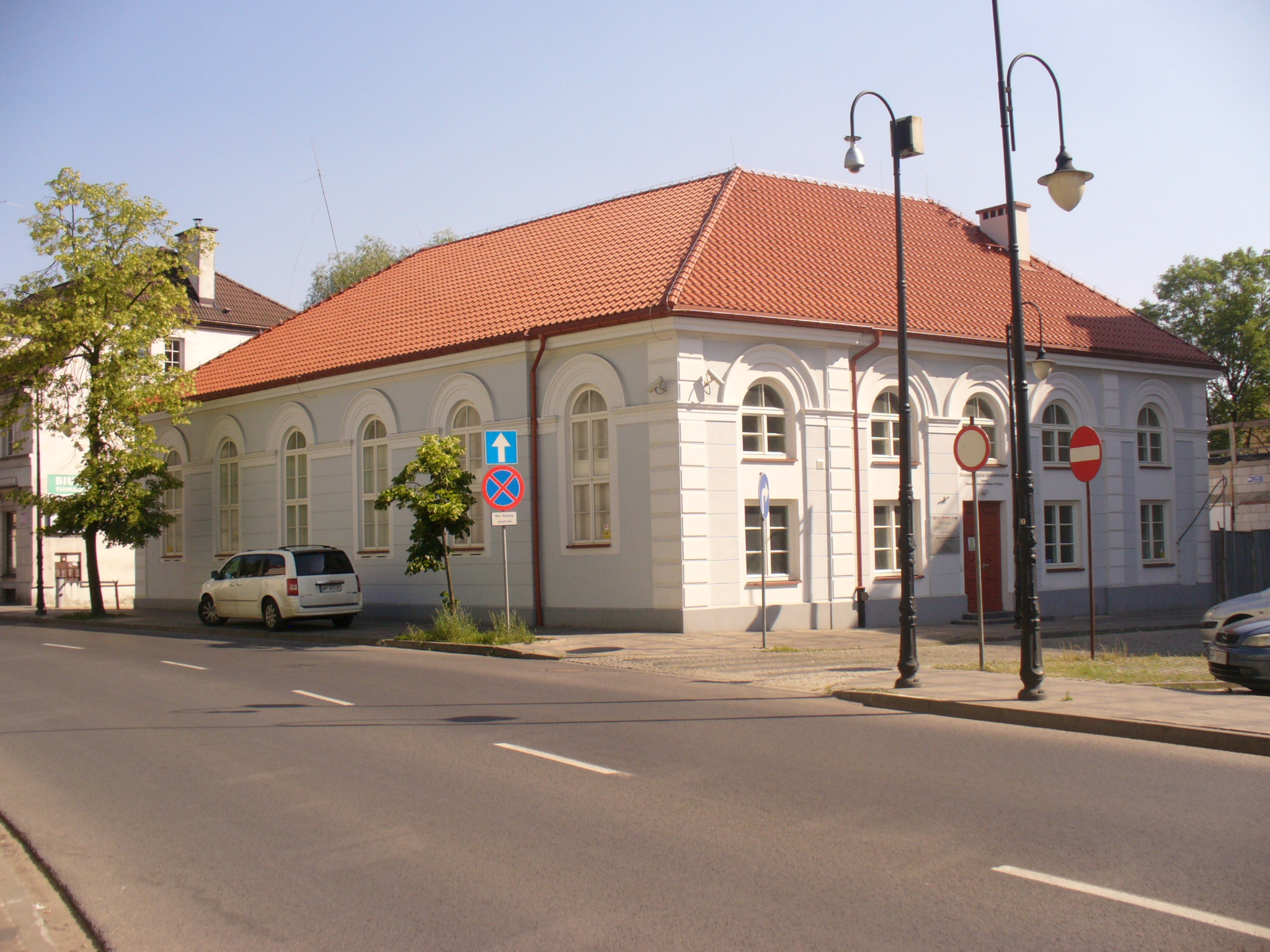
L'ex Sinagoga di Płock

La religione predominante, come del resto in tutta la Polonia, è il cattolicesimo, assiduamente praticato.
Płock è la sede del movimento cristiano dei mariaviti.
Fino al 1939, Płock era tra le città polacche con la maggiore popolazione ebraica relativa (poco meno di un terzo della popolazione). Le persecuzioni culminate con la Shoah hanno cancellato la presenza ebraica, e restano oggi, pare, solo 3 ebrei in città.
L'unica costruzione superstite è la piccola Sinagoga (quella grande fu distrutta nel 1950), semidiroccata (vedi foto) ed attualmente in vendita.

## Sport
Il club calcistico della città è il Wisła Płock.

## Amministrazione

### Gemellaggi
Płock è gemellata con le seguenti città:
- Darmstadt
- Auxerre
- Bielce
- Forlì
- Fort Wayne
- Loznica
- Możejki
- Mytiszczi
- Nowopołock
- Thurrock